# Im Sommer abends um halb elf
Im Sommer abends um halb elf (Originaltitel: Dix heures et demie du soir en été) ist ein Roman von Marguerite Duras. Er erschien erstmals 1960 bei Gallimard. Die deutsche Übersetzung von Ilma Rakusa erschien 1990 bei Suhrkamp.

## Inhalt
Das Ehepaar Maria und Pierre fährt mit seiner Tochter Judith und Claire, einer Freundin des Paares, im Auto von Frankreich nach Spanien. Da ein schweres Gewitter aufzieht, unterbrechen sie ihre Fahrt nach Madrid und übernachten in einer Kleinstadt. In dieser Stadt hat gerade Rodrigo Paestra seine Frau und ihren Liebhaber ermordet und ist auf der Flucht. Wegen des starken Gewitters hat er noch Zeit bis zum Tagesanbruch, um die Stadt zu verlassen.
Als sich Maria, Pierre und Claire schlafen legen, kommt Maria der Verdacht, dass Pierre sexuelles Interesse an Claire zeigt. Sie bleibt deshalb schlaflos und wird, als sie aus dem Fenster schaut, einer Person bewusst, die sie für Rodrigo Paestra hält. Maria gelingt es, Rodrigo Paestra im Auto zu verstecken und mit ihm aus der Stadt zu fliehen. In einem Kornfeld entlang der Straße nach Madrid setzt sie ihn aus und verspricht ihm, gegen Mittag noch einmal vorbeizukommen.
Am nächsten Tag setzen die vier ihre Reise aus der Kleinstadt nach Madrid fort. Als sie Rodrigo Paestra besuchen wollen, merken sie, dass er tot ist.
In Madrid angekommen, wollen sie die Geschehnisse vom Vortag vergessen und sich ganz den Vergnügungen Madrids hingeben.

## Kritik
„Eine Liebe endet, eine Liebe beginnt, zwei Menschen finden, zwei verlieren sich, ein Mann und eine Frau bleiben einsam zurück – all das hat Marguerite Duras vollkommen symmetrisch arrangiert und in einer einzigen Szene verdichtet.“